# ちぇきらじモーニング!!
ちぇきらじモーニング!!は、TBSラジオで放送されていたラジオ番組。イベント情報などのお知らせや音楽をかける番組である。
2000年秋に『ちぇきらじ!』としてスタート。当初は夜9時台の放送だった。2002年春に土曜早朝5時台に移動し、『ちぇきらじモーニング!!』に改題した。2007年3月31日終了。

## パーソナリティ
- 田中さなえ - フリーアナウンサー。今ではラジオ関西を代表するパーソナリティの一人。

## 放送時間
- 2000年秋～2001年春…毎週月曜日 21:50 - 22:00（第4月曜日は休止）
- 2001年春～2001年秋…毎週日曜日 21:30 - 21:45（プロ野球中継の延長で休止する週があった）
- 2001年秋～2002年春…毎週日曜日 21:15 - 21:30
- 2002年春～2006年夏…毎週土曜日 5:05 - 5：29（第4土曜日は5:15 - 5:29）
- 2002年夏～最終回…毎週土曜日 5:05 - 5:19（第4土曜日は5:15 - 5:19）